# Ljungby
Ljungby (ouça a pronúncia) é uma cidade da província histórica da Småland na Suécia. É a sede da comuna de Ljungby no condado de Kronoberg. Possui 12,4 quilômetros quadrados e segundo censo de 2019, havia 16 094 habitantes.
Está localizada a 55 quilômetros a oeste da cidade de Växjö.
É atravessada pelo rio Lagan e pela estrada europeia E4.
Ljungby é um velho local de comércio da Småland, sendo hoje em dia um centro comercial com indústria variada.

## Personalidades ligadas a Ljungby
- Ingvar Kamprad (empresário)
- Gunnar Fischer (realizador cinematográfico)
- Emil Krafth (futebolista)
- Rade Prica (futebolista)
- Cliff Burton (baixista)